# Сухой Ручей (Бурятия)
Сухо́й Руче́й (бур. Хуурай Горхон) — село в Бичурском районе Бурятии. Входит в сельское поселение «Дунда-Киретское».

## География
Расположено вдоль левого берега речки Сухой Ручей (левый приток Хилка), у подножия северного отрога Бичурской Гривы в 6 км к юго-востоку от центра сельского поселения — улуса Дунда-Киреть, в 12 км юго-западнее райцентра — села Бичура.

## История
Поселение при выходе Сухого Ручья в долину реки Хилок основано русскими переселенцами в начале XVIII века.
С 31 декабря 2004 года входит в состав муниципального образования сельское поселение «Дунда-Киретское».

## Инфраструктура
- Сельский клуб
- Фельдшерско-акушерский пункт
- Начальная школа

## Население
| 2002 | 2010 |
| ---- | ---- |
| 385  | ↘325 |

## Достопримечательности

### Церковь
Церковь в честь иконы Божьей Матери «Споручница грешных» — православный храм, воздвигли в 2014 году. Относится к Улан-Удэнской епархии Бурятской митрополии РПЦ.
Здание возведено из бруса на бетонном основании, увенчано куполом. Фасады декорированы сайдингом.

## Улицы села
- Комсомольская ул.
- Советская ул.
- Школьная ул.